# Flowers of Evil (Ulver)
Flowers of Evil è un album in studio del gruppo musicale norvegese Ulver, pubblicato nel 2020 dalla House of Mythology.

## Tracce
1. One Last Dance – 5:43
2. Russian Doll – 4:03
3. Machine Guns and Peacock Feathers – 3:54
4. Hour of the Wolf – 4:26
5. Apocalypse 1993 – 4:32
6. Little Boy – 5:22
7. Nostalgia – 5:20
8. A Thousand Cuts – 4:41

## Formazione
- Kristoffer Rygg - voce, programmazione
- Tore Ylwizaker - tastiera
- Ole Aleksander Halstensgård - parti elettroniche
- Jørn H. Sværen - miscellanea